# The Stage
The Stage는 미국의 헤비 메탈 밴드인 어벤지드 세븐폴드의 일곱 번째 정규 앨범이다. 이 앨범은 인공지능과 사회의 자멸에 대한 콘셉트의 앨범이다. The Stage는 밴드의 공식 페이스북 페이지의 이벤트 생방송 이후인, 2016년 10월 28일 출시됐다. 2015년 7월 에이린 일리제이가 밴드에서 탈퇴한 후 브룩스 와커먼가 드러머로 어벤지드 세븐폴드에서 처음 녹음한 앨범이다. 또한, 처음으로 캐피틀 레코드로 출시한 앨범이기도 하다. The Stage는 73분 35초로 City of Evil를 따라 길이가 긴 앨범이다. 마지막 곡에 수록된 "Exist"는 15분 41초로 어벤지드 세븐폴드 노래 중에 제일 긴 곡이다.

## 수록곡
| #            | 제목                    | 재생 시간 |
| ------------ | ----------------------- | --------- |
| 1.           | 〈"The Stage"〉         | 8:32      |
| 2.           | 〈"Paradigm"〉          | 4:18      |
| 3.           | 〈"Sunny Disposition"〉 | 6:41      |
| 4.           | 〈"God Damn"〉          | 3:41      |
| 5.           | 〈"Creating God"〉      | 5:34      |
| 6.           | 〈"Angels"〉            | 5:40      |
| 7.           | 〈"Simulation"〉        | 5:30      |
| 8.           | 〈"Higher"〉            | 6:28      |
| 9.           | 〈"Roman Sky"〉         | 5:00      |
| 10.          | 〈"Fermi Paradox"〉     | 6:30      |
| 11.          | 〈"Exist"〉             | 15:41     |
| 총 재생 시간 | 총 재생 시간            | 73:35     |

## 구성
어벤지드 세븐폴드
- 엠 섀도우스 - 리드 보컬
- 시니스터 게이츠 - 리드 기타,베킹 보컬
- 잭키 벤젠스 - 리듬 기타,베킹 보컬
- 조니 크라이스트 - 베이스
- 브룩스 와커먼 - 드럼

세션 멤버
- 파파 게이츠[Brian Hanner Sr] – "Angels"의 아우트로 기타 솔로
- Jason Freese – "The Stage", "Paradigm", "Higher", "Fermi Paradox", "Exist"의 키보드
- Brian Kilgore – "God Damn", "Higher", "Roman Sky"의 타악기
- Eric Gorfain – "Creating God"의 현악기
- River James Sanders, Tennessee James Baker – "Simulation"의 베킹보컬
- Valary Sanders – "Simulation"의 간호사
- Michael Suarez – additional sound effects on "Simulation"
- Angelo Moore, Walter Kibby – additional horns on "Sunny Disposition"
- 닐 디그래스 타이슨 – "Exist" 후반의 말
- John Krovoza – 첼로
- Ian Walker – 콘트라 베이스
- Stephanie O'Keefe – 프렌치 호른
- David Ralicke, Nick Daley – 트럼본
- Jordan Kats – 트럼펫
- Leah Katz - 비올라
- Daphne Chen – 바이올린

프로듀션
- Joe Barresi and Avenged Sevenfold – 프로듀셔
- Andy Wallace, Josh Wilbur – 믹싱
- Bob Ludwig – 마스터링
- Paul Suarez – 믹싱 엔지니어
- Ignacio Lecumberri – 보조 믹싱 엔지니어
- Nick Fainbarg – 테크니컬 엔지니어

Management and label
- Larry Jacobson – management
- Samantha Tripses – management
- Mitra Darab – Capitol Records marketing
- Hannah Keefe – Capitol Records marketing